# Bömenzien
Bömenzien ist ein Ortsteil der Gemeinde Zehrental im Landkreis Stendal in Sachsen-Anhalt.

## Geographie
Das altmärkische Bömenzien, ein abgewinkeltes Straßendorf, liegt acht Kilometer nordwestlich von Groß Garz und 18 Kilometer nordwestlich der Hansestadt Seehausen (Altmark).
Die Nachbarorte sind Kapern und Gummern im Norden, Stresow und Klein Wanzer im Nordosten, Aulosen im Osten, Ziegelei, Kahlenberge, Pollitz und Deutsch im Südosten, Drösede und Gollensdorf im Süden, Wirl im Südwesten, sowie Nienwalde im Nordwesten.
Auf der Gemarkung Bömenzien befindet sich Drösede, ein weiterer Ortsteil der Gemeinde Zehrental. Die höchste Erhebung ist der 29,3 m hohe Kellerberg, welcher sich einen Kilometer südwestlich der Ortslage findet. Im Norden und Osten ist die Gemarkung eine offene Agrarlandschaft, wohingegen vor allem die westlichen und südwestlichen Anteile fast vollständig mit Wald bedeckt sind. Unmittelbar östlich der Ortslage fließt der in Nord-Süd-Richtung verlaufende Zehrengraben, der sich nahe dem Ort zu einem kleinen Gewässer weitet und ein wenig nördlich des Ortes in die Seege mündet.
Im Norden reicht die Gemarkung bis an die „Alte Seege“, ein Bach jenseits der hier in Ost-West-Richtung verlaufenden Seege. Der nordöstliche Teil der Gemarkung gehört zur Aland-Elbe-Niederung und dieses Schutzgebiet ist ein Teil vom Biosphärenreservat Mittelelbe. Im äußersten Südwesten der Gemarkung befindet sich das Kapermoor.

## Geschichte

### Mittelalter bis 20. Jahrhundert
Im Jahre 1319 wird Bömenzien erstmals urkundlich erwähnt, als Waldemar, Markgraf der Mark Brandenburg, Besitzungen seines Hofes in der curia Aulosen an das Kloster Amelungsborn schenkte. Dazu gehörten 17 Dörfer, darunter das Dorf Bometzin. Weitere Nennungen sind: 1350 Bomezin, 1405 to Bomesyn, 1541 Pomsin, 1518 dat dorp Bometzin, 1608 Bömesien und viele weitere.
Um 1800 gehörte der Ort zum Arendseeischen Kreis der Provinz Altmark; ein Teil der Kurmark der Mark Brandenburg. In einer Beschreibung dieser Landschaft aus dem Jahr 1804 wurde das Dorf Bömenzien mit 211 Einwohnern verzeichnet. Es waren hier damals 14 Ganz- und vier Halbkossäten, zehn Käthner, vier Einlieger und ein Rademacher ansässig. Zwei Krüge, eine Schmiede, eine Windmühle, ein Nebenzollamt von Arendsee, 34 Feuerstellen, 305 Scheffel Aussaat und 120 Morgen Fichtenholz waren ebenso vorhanden. Besitzer waren damals „die von Jagow zu Aulosen, Pollitz, Stresow und Crüden“. Die Dorfkirche war eine Mutterkirche der Inspektion in Seehausen und der Adressort war Arendsee.
1704 und 1859 brannte der Ort ab. Im Jahre 1879 fand man im oder nahe dem Dorf brandenburgische Münzen, Brakteaten, aus der Regierungszeit von Markgraf Otto II. und dessen Bruder Heinrich von Gardelegen.
Bei der Bodenreform wurden ermittelt: 39 Besitzungen unter 100 Hektar mit zusammen 474 Hektar, drei Kirchenbesitzungen mit zusammen 21 Hektar, eine Gemeindebesitzung mit 0,4 Hektar landwirtschaftlicher Nutzfläche. Im Jahre 1952 entstand die erste Landwirtschaftliche Produktionsgenossenschaft vom Typ III, die LPG „5. Oktober“.
Der DDR-Grenzsoldat Reinhard Dahms (1944–1966) wurde bei seinem eigenen Fluchtversuch am 1. Januar 1966 bei Bömenzien erschossen.

### Eingemeindungen
Bömenzien gehörte bis 1807 zum Arendseeischen Kreis, danach bis 1813 zum Kanton Pollitz im Königreich Westphalen, ab 1816 kam es in den Kreis Osterburg, den späteren Landkreis Osterburg in der preußischen Provinz Sachsen.
Die Gemarkung von Bömenzien lag während der deutschen Teilung auf der Seite der DDR unmittelbar an der Innerdeutschen Grenze.
Am 20. Juli 1950 wurde die bis dahin eigenständige Gemeinde Drösede nach Bömenzien eingemeindet.
Am 25. Juli 1952 wurde die Gemeinde Bömenzien dem neugebildeten Kreis Seehausen zugeordnet. Am 2. Juli 1965 wurde der Kreis Seehausen bereits wieder aufgelöst und die kreisangehörigen Gemeinden in den Kreis Osterburg umgegliedert.
Am 1. Januar 1973 wurde Bömenzien mit dem zugehörigen Ortsteil Drösede nach Gollensdorf eingemeindet. Am 1. Juli 1994 kam sie schließlich zum Landkreis Stendal.
Zum 1. Januar 2010 wurde Bömenzien, vorher ein Ortsteil der bis dahin selbständigen Gemeinde Gollensdorf, durch einen Gebietsänderungsvertrag ein Ortsteil der neugebildeten Gemeinde Zehrental, einem Mitglied der Verbandsgemeinde Seehausen (Altmark).

### Bambissen, Bömenzien und der Rolandsberg
Einige Autoren habe den 1196 genannten Ort oppida Banbissen, 1197 Bambissen genannt, mit dem heutigen Bömenzien in Verbindung gebracht. Diese Ansicht gilt heute als nicht gesichert. Der geschichtliche Hintergrund der Berichte von einem als Turbinenplatz angelegten Markt oder einer Kolonialstadt und einem Rolandsberg mit einem Roland wurde im 19. und 20. Jahrhundert intensiv von Historikern diskutiert.

### Vorgeschichte
Auf dem 500 Meter nordwestlich des Dorfes gelegenen Mühlenberg wurden 1936 Grabgefäße aus der Bronzezeit geborgen und dem Kreismuseum Osterburg übergeben.

### Einwohnerentwicklung
| Jahr | Einwohner |
| ---- | --------- |
| 1734 | 186       |
| 1774 | 162       |
| 1781 | 170       |
| 1798 | 234       |
| 1801 | 215       |
| 1818 | 232       |
| 1840 | 237       |
| 1864 | 331       |

| Jahr | Einwohner |
| ---- | --------- |
| 1871 | 276       |
| 1885 | 217       |
| 1892 | [0]180    |
| 1895 | 216       |
| 1900 | [0]210    |
| 1905 | 221       |
| 1910 | [0]231    |
| 1925 | 215       |

| Jahr | Einwohner |
| ---- | --------- |
| 1939 | 194       |
| 1946 | 216       |
| 1964 | 312       |
| 1971 | 256       |
| 2014 | [00]083   |
| 2020 | [00]067   |
| 2021 | [00]066   |
| 2022 | [0]061    |

| Jahr | Einwohner |
| ---- | --------- |
| 2023 | [0]57     |

Quelle, wenn nicht angegeben, bis 1971:

## Religion
Die evangelische Kirchengemeinde Bömenzien, die früher zur Pfarrei Bömenzien bei Groß Wanzer in der Altmark gehörte, ist seit 2005 Teil des Kirchspiels Groß Garz und Umgebung und wird betreut vom Pfarrbereich Beuster des Kirchenkreises Stendal im Bischofssprengel Magdeburg der Evangelischen Kirche in Mitteldeutschland.
Die ältesten überlieferten Kirchenbücher für Bömenzien stammen aus dem Jahre 1743.

## Kultur und Sehenswürdigkeiten

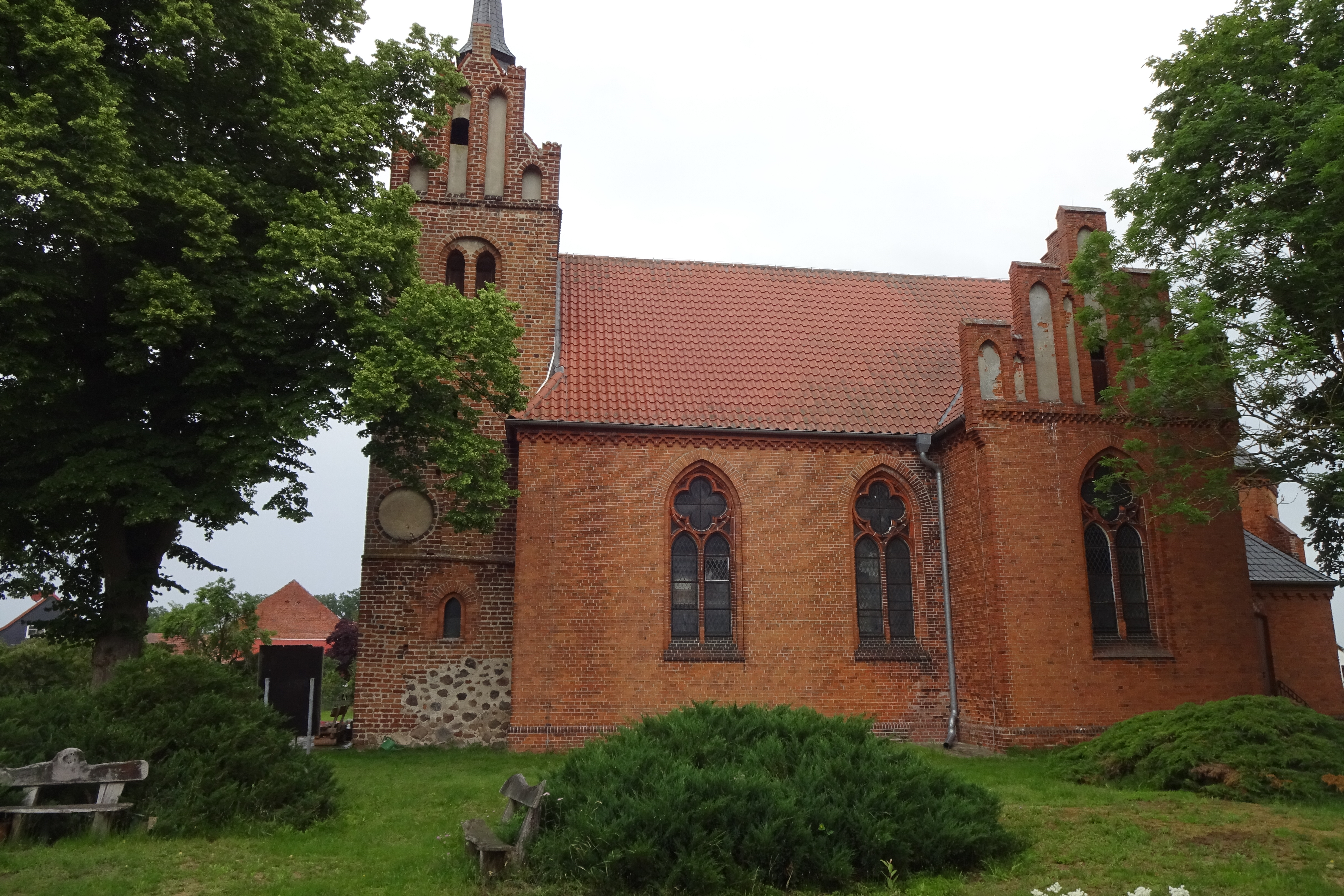
Kirche in Bömenzien

- Der Turm der evangelischen Dorfkirche Bömenzien ist das älteste Gebäude des Ortes. Der spätgotische Turm wurde im 15. Jahrhundert errichtet.[18] Das heutige Kirchenschiff entstand im 19. Jahrhundert. Das Mauerwerk des Turms ist durch schwarzglasierte Ziegel gemustert und durch Rundbogenblenden belebt. Den Abschluss bildet ein Satteldach zwischen blendengeschmückten Staffelgiebeln. Zur Ausstattung gehört ein monumentaler spätgotischer Kruzifixus vom Anfang des 16. Jahrhunderts; die übrige Ausstattung entstand im 19. Jahrhundert.[19]
- Auf dem Kirchhof ist der Ortsfriedhof.
- Der preußische Viertelmeilenstein am nördlichen Ortsausgang von Bömenzien an der Straße nach Aulosen steht unter Denkmalschutz.[4]
- Mit seinen Gemarkungsgrenzen im Norden und Westen liegt Bömenzien am Grünen Band Deutschland.
- Auf einem Hügel unweit des Verbindungsweges von Bömenzien nach Nienwalde befindet sich ein zwölf Meter hoher ehemaliger Grenzwachturm.[20]
- Ebenfalls zum Grünen Band zählt der ehemalige Grenzübergang Kapern-Bömenzien nördlich vom Dorf. Beide Punkte werden durch den „Grenz- und Naturerlebnispfad Schnackenburg–Gartow“ erschlossen.[21]
- Das Dorf liegt am Radfernweg Altmarkrundkurs, der hier von Drösede kommend durch den Ort weiter nach Aulosen verläuft.[22]